# Nicola Brauch
Nicola Christine Brauch, geborene Eisele (* 1969), ist eine deutsche Historikerin. Ihr Arbeitsschwerpunkt ist die Didaktik der Geschichte.

## Berufliche und wissenschaftliche Laufbahn
Nicola Brauch besuchte das Scheffel-Gymnasium in Bad Säckingen und legte dort 1989 das Abitur ab. Danach studierte sie zunächst Jura an der Universität Passau, um dann zu den Fächern Geschichte und Theologie zu wechseln. Diese belegte sie an den Universitäten Heidelberg, München und Freiburg. Als wissenschaftliche Mitarbeiterin des DFG-Projektes Die Freiburger Universität im konfessionellen Zeitalter war sie von 1996 bis 2000 ebenfalls Angestellte am Universitätsarchiv Freiburg. Im Anschluss wechselte Brauch dort in das Referendariat für das Lehramt an Gymnasien am Studienseminar. Sie legte 2001 das 2. Staatsexamen in den Fächern Geschichte und Katholische Religionslehre ab. Im folgenden Jahr wurde sie bei Heribert Smolinsky und Hartmut Zapp über Das Basler Domkapitel im Freiburger Exil (1529–1628) – Studien zum Selbstverständnis einer reichskirchlichen Institution promoviert. Darauf war sie bis 2004 als Studienassessorin am Auguste-Pattberg-Gymnasium in Mosbach/Neckarelz tätig und danach für drei Jahre als Studienrätin am Friedrich-Wöhler-Gymnasium in Singen/Hohentwiel. Von dort aus ging sie als Studienrätin im Hochschuldienst für Geschichte der Vormoderne und Geschichtsdidaktik. Sie übernahm im Jahr 2009 eine Vertretungsprofessur für Geschichte und ihre Didaktik mit dem Schwerpunkt Frühe Neuzeit an der Pädagogischen Hochschule Freiburg.
Nach der Vertretung der Juniorprofessur Didaktik der Geschichte an der Ruhr-Universität Bochum 2012/2013 ist Brauch seit 2014 planmäßige W2-Professorin für diesen Bereich. Zum Gutachten der Ständigen Wissenschaftlichen Kommission der KMK 2024 über Demokratiebildung als Auftrag der Schule – Bedeutung des historischen und politischen Fachunterrichts sowie Aufgabe aller Fächer und der Schulentwicklung trug sie wesentliche Bausteine bei.

## Auszeichnungen
- 2007: Waldseemüllerpreis der Universität Freiburg[4]
- 2001: Bernhard-Welte-Preis der Universität Freiburg[5]

## Veröffentlichungen (Auswahl)
- Nicola Eisele: Das Basler Domkapitel im Freiburger Exil (1529–1628). Studien zum Selbstverständnis einer reichskirchlichen Institution (= Forschungen zur oberrheinischen Landesgeschichte. Bd. 49). Alber, Freiburg im Breisgau 2004 (Dissertation, Universität Freiburg im Breisgau, 2004).
- Nicola Eisele: Kleiner Hobbit und Großer Artus. Populäre mittelalterliche Mythen und ihr Potential für die Förderung historischen Denkens. In: Barbara Korte, Sylvia Paletschek (Hrsg.): History goes Pop. Geschichte in populären Medien und Genres. Transcript, Bielefeld 2009, S. 83–103.
- Nicole Eisele-Brauch: Nachhaltiges historisches Lernen als Gegenstand empirischer Lehr-/Lernforschung. Ein Rückblick auf den Tagungssommer 2009. In: Zeitschrift für Geschichtsdidaktik. Bd. 9 (2010), H. 1, S. 143–159, DOI:10.13109/zfgd.2010.09.1.143.
- Thomas Martin Buck, Nicola Brauch (Hrsg.): Das Mittelalter zwischen Vorstellung und Wirklichkeit. Probleme, Perspektiven und Anstöße für die Unterrichtspraxis. Waxmann, Münster 2011 (Tagungsband „Mittelalter und Moderne“, Symposium PH Freiburg, 2009).
- Nicola Brauch: Geschichtsdidaktik. De Gruyter Oldenbourg, Berlin/Boston 2015, ISBN 978-3-05-005167-3.
- Nicola Brauch: Das Anne Frank Tagebuch. Eine Quelle historischen Lernens in Unterricht und Studium (= Geschichte im Unterricht. Bd. 7). Kohlhammer, Stuttgart 2016.
- mit Ulrich Trautwein et al.: Kompetenzen historischen Denkens erfassen. Konzeption, Operationalisierung und Befunde des Projekts „Historical Thinking – Competencies in History“ (HiTCH), Waxmann, Münster u. a. 2017, ISBN 978-3-8309-3598-8.